# Semionotiformes
De Semionotiformes zijn een orde van uitgestorven straalvinnige beenvissen. In het verleden werden ook de recente kaaimansnoeken (Lepisosteidae) vaak in de orde opgenomen, maar deze worden tegenwoordig meestal in de orde Lepisosteiformes geplaatst. Drie families worden vandaag erkend, de Semionotidae, de Callipurbeckiidae en de Macrosemiidae.

## Kenmerken
Diagnostische kenmerken van de Semionotiformes zijn de afwezigheid van de endopterygoiden (een paar huidbotten in het gehemelte van vissen), een frontale drie keer langer dan breed op zijn grootste breedte, lange en smalle neusgaten, een ringvormige benige versterking van de oogkas die aan de voorkant open was en de achterste rand werd gevormd door smalle of buisvormige infraorbitale botten. De supraorbitale botten (boven de ogen) waren klein. Het supraleithrum, een bedekkend bot van de schoudergordel, heeft geen concaaf gewrichtsoppervlak voor articulatie met het posttemporale. Op de rand tussen de kieuwen en de zijkanten van het cleithrum zaten een paar rijen tandjes. De bovenrand van de staartvin wordt gevormd door schubachtige vinstralen. Een of twee rijen langwerpige schubben zaten aan de basis van de staartwortel. De schubben van de Semionotiformes zijn nog steeds bedekt met een ganoïnelaag.

## Systematiek
De Semionotiformes vormen het taxon van de Ginglymodi met de kaaimansnoeken (Lepisosteiformes) en het geslacht Neosemionotus, dat aan geen enkele familie is toegewezen. De Semionotiformes omvatten alle taxa die nauwer verwant zijn aan Semionotus dan aan Lepidotes, Lepisosteus, Dapedium of Amia.
Het volgende cladogram toont de familieverwantschappen:
|  | Callipurbeckiidae |
|  |                   |
|  | Semionotidae      |
|  |                   |

|  | \| \| Macrosemiidae \| \| \| \| \| \| Luoxiongichthys \| \| \| \| |
|  |                                                                   |
|  | Sangiorgioichthys                                                 |
|  |                                                                   |
|  | Macrosemiidae                                                     |
|  |                                                                   |
|  | Luoxiongichthys                                                   |
|  |                                                                   |

|  | Macrosemiidae   |
|  |                 |
|  | Luoxiongichthys |
|  |                 |

|  | Callipurbeckiidae |
|  |                   |
|  | Semionotidae      |
|  |                   |

|  | \| \| Macrosemiidae \| \| \| \| \| \| Luoxiongichthys \| \| \| \| |
|  |                                                                   |
|  | Sangiorgioichthys                                                 |
|  |                                                                   |
|  | Macrosemiidae                                                     |
|  |                                                                   |
|  | Luoxiongichthys                                                   |
|  |                                                                   |

|  | Macrosemiidae   |
|  |                 |
|  | Luoxiongichthys |
|  |                 |

|  | Callipurbeckiidae |
|  |                   |
|  | Semionotidae      |
|  |                   |

|  | \| \| Macrosemiidae \| \| \| \| \| \| Luoxiongichthys \| \| \| \| |
|  |                                                                   |
|  | Sangiorgioichthys                                                 |
|  |                                                                   |
|  | Macrosemiidae                                                     |
|  |                                                                   |
|  | Luoxiongichthys                                                   |
|  |                                                                   |

|  | Macrosemiidae   |
|  |                 |
|  | Luoxiongichthys |
|  |                 |

|  | Callipurbeckiidae |
|  |                   |
|  | Semionotidae      |
|  |                   |

|  | \| \| Macrosemiidae \| \| \| \| \| \| Luoxiongichthys \| \| \| \| |
|  |                                                                   |
|  | Sangiorgioichthys                                                 |
|  |                                                                   |
|  | Macrosemiidae                                                     |
|  |                                                                   |
|  | Luoxiongichthys                                                   |
|  |                                                                   |

|  | Macrosemiidae   |
|  |                 |
|  | Luoxiongichthys |
|  |                 |

## Classificatie
- Orde Semionotiformes Arambourg & Bertin 1958 sensu López-Arbarello 2012
  - Orthurus Kner 1866
  - Sangiorgioichthys Tintori & Lombardo 2007
  - Luoxiongichthys Wen et al. 2011
  - Aphanepygus Bassani 1879
  - Placidichthys Brito 2000
  - Familie Pleurolepididae Lütken 1871
    - Pleurolepis Agassiz 1863 non Quenstedt 1852

  - Familie Macrosemiidae Wagner 1860a corrig. Cope 1889 sensu Murray & Wilson 2009 [Macrosemii Wagner 1860a]
    - Eusemius Vetter 1881
    - Blenniomoeus Costa 1850 [Calignathus Costa 1853]
    - Enchelyolepis Woodward 1918
    - Palaeomacrosemius Ebert, Lane & Kolbl-Ebert 2016
    - Voelklichthys Arratia & Schultze 2012
    - Notagogus Agassiz 1833-1844 [Neonotagogus Bravi 1994]
    - Agoultichthys Murray & Wilson 2009
    - Histionotus Egerton 1854
    - Propterus Agassiz 1833-1844 [Rhynchoncodes Costa 1850]
    - Macrosemiocotzus González-Rodríguez, Applegate & Espinosa-Arrubarrena 2004
    - Legnonotus Egerton 1853
    - Macrosemius Agassiz 1833-1844

  - Familie Semionotidae Woodward 1890 sensu López-Arbarello 2012
    - Semionotus Agassiz 1832
    - Sargodon Plieninger 1847

  - Familie Callipurbeckiidae López-Arbarello 2012 [Paralepidotidae Hadding 1919 ex Lund 1920]
    - Occitanichthys López-Arbarello & Wencker 2016
    - Semiolepis Lombardo & Tintori 2008
    - Paralepidotus Stolley 1919
    - Macrosemimimus Schröder, López-Arbarello & Ebert 2012
    - Tlayuamichin López-Arbarello & Alvarado-Ortega 2011
    - Callipurbeckia López-Arbarello 2012